# Liopétri
Liopétri är en ort i Cypern.   Den ligger i distriktet Eparchía Ammochóstou, i den östra delen av landet, 50 km öster om huvudstaden Nicosia. Liopétri ligger 45 meter över havet och antalet invånare är 4 005. Den ligger på ön Cypern.
Terrängen runt Liopétri är platt. Havet är nära Liopétri åt sydost. Närmaste större samhälle är Varosha, 12,4 km nordost om Liopétri. 